# Маджиртинський султанат
Маджиртинський султанат (араб. سلطنة مجرتين) — африканська держава на Африканському Розі, що існувала з початку XIX ст. 1924 року увійшла до Італійського Сомалі.

## Історія
В середині XVIII століття частини сомалійських кланів маджиртин і дарод сформували конфедерацію, що близько 1800 року перетворилося на повноцынну державу. Остаточне формування відбулося за Кисмаана Бах-Дира, що прийняв титул султана.
У зв'язку з тим, що султанат контролював район мису Гвардафуй, де періодично відбувалися кораблетрощі, британський уряд уклав з султанатом неформальну угоду: Велика Британія виплачувала султану щорічну субсидію, а султан натомість забезпечував в разі аварії захист екіпажав британських суден і охорону вантажу від розграбування.
В середині XIX століття султан Бокор Осман Махамуд був змушений захищати свій престол від молодого амбітного родича Юсуфа Алі Кенадіда. Після 5 років боротьби Кенадід був змушений втекти до Ємену, проте 10 років по тому, в 1870-х роках, він повернувся з загоном найманців і, поваливши владу клану Хавіе, створив на його землях в 1878 році султанат Гобйо. В подальшому тривала протистояння між цими султанатами.
У 1888 році султанат Гобйо перейшов під італійський протекторат. Побоюючись використання італійців проти себе султан Бокор Осман Махамуд 1889 року підписав з Італією договір про протекторат. Втім фактична влада італійців поширювалася лише на гобол (область) Бенадір. З 1909 року Маджиртин надавав помірну допомогу у боротьбі проти держави девішів. Вона збільшилася лише у 1916 році.
Політика Італії змінилася після приходу до влади фашистів, що мріяли про утворення колоніальної імперії. Спочатку Маджириту було висунуто вимогу роззброїти війська. Відмова з боку султана Кісмаана II спричинила війну. Втім у 1924—1927 роках війська султанату успішно протистояли італійським загоном, незважаючи на морську блокаду узбережжя. Лише наприкінці 1927 року, остаточно зазнавши поразки, війська на чолі з Герсі Бокаром, сином султана, відступили до Ефіопії.

## Устрій

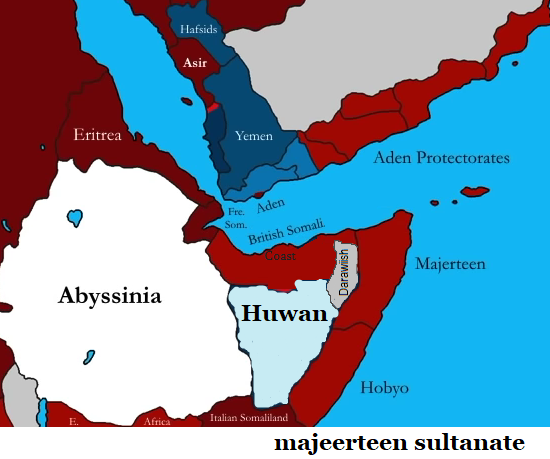

На чолі стояв султан, що мав повноту влади, насамперед впровадження податків без згоди знаті. Він спирався на розвинений бюрократичний апарат та спадкову знать, що утворювала Вищу раду султанату. Столицею було місто Алула, сезонною — Баргал.

## Економіка
Важливими галузями були вирощування пахощів, насамперед ладану і смірни, інших пахощів, на яких припадало 60 % експорту. також було розвинено скотарство (вирощували велику рогату худобу) і рибальство. На останнє припадало 20 % експорту. Значний прибуток султан мав від краму, що потрапляв на берез внаслідок кораблетрощ.